# Allons (Alpes da Alta Provença)
Allons é uma comuna francesa na região administrativa da Provença-Alpes-Costa Azul, no departamento dos Alpes da Alta Provença. Estende-se por uma área de 41,71 km². Em 2010 a comuna tinha 140 habitantes (densidade: 3,4 hab./km²).